# Martell Judit
Martell Judit vagy Flandriai Judit (844 október – 870) hercegnő, II. Kopasz Károly frank király lánya és Nagy Károly dédunokája volt. Első házassága révén wessexi királyné, majd harmadik házassága révén Flandria grófnéja volt.
Judit feltehetően 844 októberében született, szülei II. Károly és felesége, Ermentrude. Születési helye ismeretlen.

## Első és második házassága
13 éves korában, 856. október 1-jén feleségül adták Ethelwulf wessexi királyhoz a franciaországi Verberie sur Oise-ban. A házasságra akkor került sor, amikor Etherwulf hazafelé tartott római zarándoklatából. A közöttük lévő nagy korkülönbség miatt (Ethelwulf ekkor 51 éves volt és ez volt a második házassága) a házasság nem volt sikeres és nem született gyermekük. Ennek ellenére Judit volt az első, aki férje mellett foglalhatott helyet a wessexi trónon és hivatalosan is felvette a "Wessex királynője" címet.
Ethelwulf távollétében második fia, Ethelbald lázadást szított apja ellen, aki 856-os hazatérést követően lemondott Wessex trónjáról fia javára és 858-ban bekövetkezett haláláig Surrey, Sussex és Essex királyságokat uralta.
Apja halála után Ethelbald feleségül vette annak özvegyét, Juditot, hogy megszilárdítsa uralmát a wessexi királyság felett. A házasságot 860-ban vérrokonság miatt érvénytelenítették. 860-ban Ethelbald is meghalt és Judit visszatért apja udvarába, mielőtt az megfelelő férjet talált neki.

## Szökése és harmadik házassága
Judit apja gondnoksága alatt Senlis városába, a helyi apátságba vonult vissza, innen szöktette meg Balduin, későbbi flamand gróf, Judit bátyjának, Lajosnak a segítségével. Károly király Soissons városában értesült a szökésről és mivel ellenezte a lánya számára méltatlan kapcsolatot, püspökei révén kiközösíttette mind Juditot, mind Balduint.
A pár ekkor Rómába ment és II. Miklós pápa közbenjárását kérte, aki elérte Károlynál, hogy áldását adja a frigyre. A házasságot Auxerre városában kötötték meg 863-ban.
A házasságból két gyermek született:
- Balduin (879-918), később II. Balduin néven apja örököse, flamand gróf
- Raul vagy Rodulfus ( - 896), Vermandois grófja